# Club Atlético Estación Experimental
El Club Atlético Estación Experimental es un club deportivo argentino fundado el 22 de noviembre de 1939 en el barrio El Colmenar, parte del Gran San Miguel de Tucumán. El club tiene como actividad principal al Fútbol pero también se practican otros deportes, como el Básquet. Esta afiliado a la Liga Tucumana de Fútbol.
Su estadio se ubica en la calle William Cross 3115. Su uniforme es camiseta con bastones azules y amarillos.

## Historia

### Inicios y Fundación
El Colmenar nació como barrio, debido a la presencia del ingenio homónimo y con el nacimiento de la Estación Experimental Agrícola, el barrio no fue ajeno al fervor que empezaba a provocar el fútbol a principios del siglo XX en Tucumán, es así que el barrio tuvo distintos clubes, entre ellos se destacaron "Tráfico del Norte", "Círculo Rojo" y "Defensores del Colmenar". Con la desaparición de todos los clubes, los vecinos de la zona decidieron crear un club, es así que el 22 de noviembre de 1939, se fundó el Club Atlético Estación Experimental.

### Federación Tucumana
Experimental empezó jugando partidos amistosos y disputando ligas menores hasta que en 1944 se une a la Federación Tucumana. 1968 fue el año en que el club obtendría su ascenso para disputar la primera categoría al derrotar a Amalia.

### Actualidad
En la actualidad Experimetal, se afirmó en la Liga Tucumana, concretando buenas campañas que le permitieron jugar partidos a nivel nacional, entre ellas la participación en el Regional Federal Amateur.

## Estadio
Su estadio está ubicado en la calle William Cross, en el barrio que limita con San Miguel de Tucumán, El Colmenar, perteneciente a Las Talitas. En el terreno dónde se encuentra el estadio, anteriormente, se ubicaba la cancha del club Tráfico del Norte, lugar donde también jugaron los clubes “Defensores de El Colmenar” y “Circulo Rojo”.

## Colores
Sus colores son el azul oscuro y el amarillo, esto sumado al nombre del barrio en donde se encuentra dieron nacimiento al apodo del club "las abejas".

## Rivalidades
El club tiene una rivalidad con Talleres de Tafí Viejo, pero no es considera como un clásico oficialmente. 